# Paweł Moskalewicz
Paweł Moskalewicz (ur. 1974) – polski dziennikarz, od 21 grudnia 2023 dyrektor TVP Info, kanału informacyjnego Telewizji Polskiej.

## Życiorys
Absolwent prawa na Uniwersytecie Warszawskim, syn dziennikarki i reżyserki, Danuty Beaty Postnikoff-Moskalewicz. Członek założyciel Towarzystwa Dziennikarskiego.
Współtwórca kanału TVN24, gdzie od początku istnienia stacji pracował jako wydawca i zastępca szefa działu informacji biznesowej. Na początku kariery reporter w TVP, później dziennikarz i redaktor w „Gazecie Wyborczej”, pomysłodawca i autor cyklicznego dodatku „Polska Lista Płac”.
Do połowy 2009 roku zastępca redaktora naczelnego i szef działu krajowego w tygodniku „Przekrój”. W redakcji pracował od listopada 2007. Od lutego 2010 roku zastępca szefa Serwisu Informacyjnego TVP Info, potem p.o. szef Serwisu Informacyjnego TVP Info. Ze stacji odszedł we wrześniu 2011 roku. Pracował również jako sekretarz redakcji „Dziennika” oraz zastępca redaktora naczelnego „Rzeczpospolitej” i „Pulsu Biznesu”. Wcześniej redaktor wydania i szef wydań specjalnych „Newsweek Polska”.
W latach 2015–2023 redaktor naczelny dwutygodnika „Forum”. Wcześniej był zastępcą redaktora naczelnego tego tytułu. Poprzednio pracował też jako zastępca redaktora naczelnego tygodnika „Bloomberg Businessweek Polska”. Od lutego 2012 do marca 2013 wydawca tygodnika „Wprost” (odszedł po objęciu redakcji przez Sylwestra Latkowskiego), a od września 2011 współtwórca i redaktor prowadzący magazynu ekonomicznego   „Bloomberg Businessweek Polska”.
W latach 2021–2022 był stałym felietonistą Halo.Radia.

## Nagrody i wyróżnienia
Laureat Nagrody Głównej na V Festiwalu Mediów Człowiek w Zagrożeniu w Łodzi za film Buszujący w Bogu (1994) i nominacji do nagrody Grand Press w kategorii wywiad w roku 2006.